# N-601 (Spanje)
De N-601 is een weg in centraal Spanje. Hij verbindt Madrid met León.
De weg begint bij km 108 van de Autopista AP-6 ten noorden van Madrid met de aansluiting op de N-VI en N-403. De weg gaat noordwaarts over een vlakte parallel aan de Rio Adaja waar de nieuwe AVE-lijn gekruist wordt voor de Rio Eresma en de Rio Cega. Na 80 km komt de weg aan bij Valladolid bij de rivier Douro. Er zijn aansluitingen met de Autovía A-11 en de Autovía A-62. Daarna kruist de weg de Montes de Torozos via Medina de Rioseco met een aansluiting op de N-610. 42 km verderop bereikt de weg aansluiting 21 van de Autovía A-231. Weer 20 km verderop gaat de weg aan in Leon. Daar komt de weg samen met de Autopista AP-71 de Autovía A-66 en de N-630.